# Frederick, Prinț de Wales
Frederick, Prinț de Wales (Frederick Louis); (n. 31 ianuarie 1707, Hanovra, Principatul Braunschweig-Lüneburg – d. 20 martie 1751, Greater London, Anglia, Regatul Marii Britanii) a fost membru al Casei de Hanovra, primul copil al regelui George al II-lea al Marii Britanii, tatăl regelui George al III-lea al Marii Britanii și străbunicul reginei Victoria a Regatului Unit.
În conformitate cu Actul de Reglementare adoptat de Parlamentul englez în 1701, Frederick era primul candidat la succesiunea la tronul britanic. S-a mutat în Marea Britanie ca urmare a încoronării tatălui său ca rege al țării și a fost numit Prinț de Wales. Din păcate n-a supraviețuit tatălui său, George al II-lea, iar după moartea acestuia, la 25 octombrie 1760, tronul a trecut fiului cel mare al Prințului Frederick, George, care a domnit ca regele George al III din 1760 până în 1820.

## Familie
Cu Prințesa Augusta de Saxa-Gotha, fiica lui Frederic al II-lea, Duce de Saxa-Gotha-Altenburgn a avut:
- Prințesa Augusta Frederica a Marii Britanii, Ducesă de Brunswick (31 August 1737 - 31 Martie 1813 ); S-a căsătorit în 1764 cu Karl Wilhelm Ferdinand, Duce de Brunswick; a avut copii.
- George al III-lea, Rege al Regatului Unit ( (4 iunie 1738 - 29 ianuarie 1820).S-a căsătorit în 1761 cu Charlotte-Sophia, Ducesă de Mecklenburg; a avut copii.
- Prințul Eduard, Duce de York și Albany  (14 martie 1739 - 17 septembrie 1767).Nu a avut moștenitori.
- Prințesa Elisabeta Caroline a Marii Britanii (30 decembrie 1740 - 4 septembrie 1759). A murit nemăritată la vărsta de 18 ani.
- Prințul William Henry, Duce de Gloucester și Edinburgh (14 noiembrie 1743 - 25 august 1805).S-a căsătorit în 1766 cu Maria Waldegrave, Contesă Waldegrave; a avut copii
- Prințul Henry, Duce de Cumberland și Strathearn (27 noiembrie 1745 - 18 septembrie 1790).Acesta s-a căsătorit în 1771 cu Hon. Lady Anne Luttrell; fără copii.
- Prințesa Louisa a Marii Britanii  (8 martie 1749 - 13 mai 1768). A murit la 18 ani nemăritată.
- Prințul Frederick al Marii Britanii (13 mai 1750 - 29 decembrie 1765).A muit în adolescență.
- Caroline Matilda de Wales, Regină Consoartă a Danemarcii și Norvegiei (11 iulie 1751 - 10 mai 1775).S-a căsătorit în 1766 cu regele Christian al VII-lea, Rege al Danemarcei și Norvegiei, și a avut copii, printre care se numără și Frederic I al Danemarcei.

## Referențe
1. 1 2 3 4  Kindred Britain
2. 1 2 3 4  The Peerage
3. ↑  RKDartists, accesat în 10 septembrie 2022
4. 1 2  Czech National Authority Database, accesat în 1 martie 2022
5. ↑  IdRef, accesat în 22 mai 2020
6. 1 2 3  The Complete Peerage, V. Eardley of Spalding to Goojerat[*], p. 6 Verificați valoarea |titlelink= (ajutor)
7. ↑  The Complete Peerage, V. Eardley of Spalding to Goojerat[*], p. 743 Verificați valoarea |titlelink= (ajutor)